# تغير المناخ والانهيار الحضاري

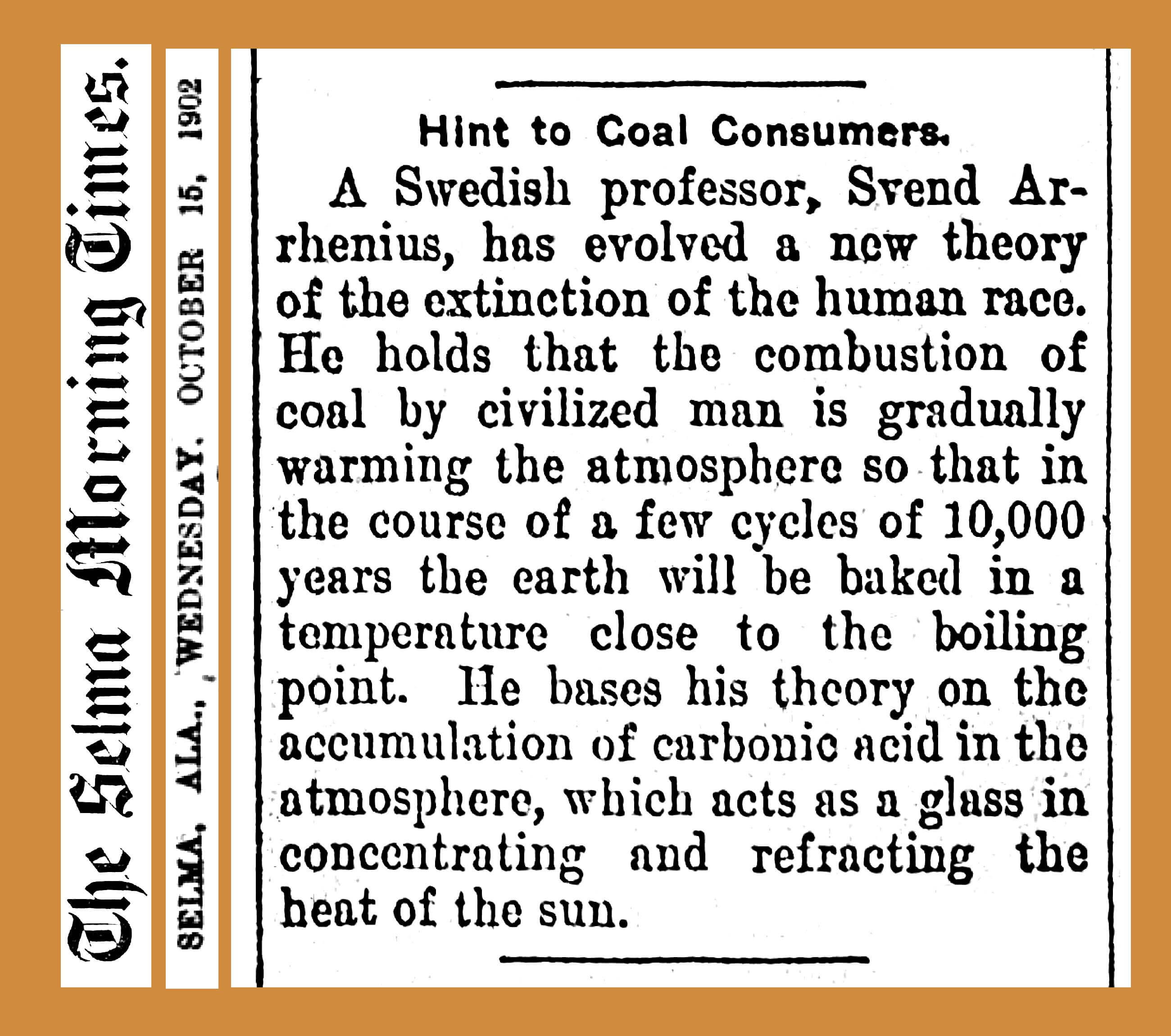
تنسب هذه المقالة من عام 1902 إلى السويدي الفائز بجائزة نوبل سفانتي أرهينيوس نظرية أن استهلاك الفحم يؤدي إلى درجة من الاحتباس الحراري الذي قد يؤدي إلى انقراض البشر.

يشير تغير المناخ والانهيار الحضاري إلى خطر افتراضي لتأثيرات تغير المناخ مما يقلل من التعقيد الاجتماعي الاقتصادي العالمي إلى درجة تنتهي فيها الحضارة الإنسانية المعقدة عمليًا في جميع أنحاء العالم، مع تضاؤل البشرية إلى حالة أقل تطورًا. ويرتبط هذا الخطر الافتراضي عادة بفكرة الانخفاض الهائل في تعداد السكان بسبب التأثيرات المباشرة وغير المباشرة لتغير المناخ، وفي كثير من الأحيان، يرتبط أيضًا بانخفاض دائم في القدرة الاستيعابية للأرض. وأخيرًا، يُشار أحيانًا إلى أن الانهيار الحضاري الناجم عن تغير المناخ سوف يُتبع عاجلًا بانقراض الإنسان.
يربط بعض الباحثين الأمثلة التاريخية للانهيار المجتمعي بالتغيرات السلبية في أنماط الطقس المحلية و/أو العالمية. على وجه الخصوص، رُبِط حدث سنة 4200 قبل الحاضر، وهو موجة جفاف كبرى على نطاق ألفية ضربت إفريقيا وآسيا قبل ما بين 5000 إلى 4000 عام، رُبِط بانهيار المملكة القديمة في مصر، والإمبراطورية الأكدية في بلاد الرافدين، وثقافة ليانغتشو في منطقة نهر اليانغتسى السفلى وحضارة وادي السند. حدثت الأزمة العامة في القرن السابع عشر في أوروبا، وتميزت هذه الأزمة بأحداث مثل إخفاق المحاصيل وحرب الثلاثين عام خلال العصر الجليدي الصغير. اقتُرِح في عام 2011 وجود صلة عامة بين التغيرات المناخية الضارّة والأزمات المجتمعية طويلة المدى أثناء عصور ما قبل الصناعة. ومع ذلك، فإن كل هذه الأحداث اقتصرت على المجتمعات البشرية المفردة: فانهيار الحضارة الإنسانية كلها سيكون حدثًا غير مسبوق تاريخيًا.
اجتذبت بعض التحذيرات الأكثر تطرفًا من الانهيار الحضاري الناجم عن تغير المناخ، مثل الادعاء بأن الحضارة من المرجح جدًا أن تنتهي بحلول عام 2050، اجتذبت دحضًا قويًا من العلماء. ويرجح تقرير التقييم السادس للجنة الدولية للتغيرات المناخية لعام 2022 أن يتراوح عدد السكان البشري بين 8.5 مليار و11 مليار نسمة بحلول عام 2050. وأن يبلغ متوسط التقديرات السكانية 11 مليار نسمة بحلول عام 2100، في حين يقترب الحد الأقصى للتقديرات السكانية من 16 مليار نسمة. أدنى التقديرات لعام 2100 هي حوالي 7 مليارات، ويعزى هذا الانخفاض عن المستويات الحالية في المقام الأول إلى «تطور سريع واستثمار في التعليم»، مع ارتباط تلك التقديرات ببعض أعلى مستويات النمو الاقتصادي. ومع ذلك، فقد جادلت أقلية من علماء المناخ بأن المستويات الأعلى من الاحترار - بين حوالي 3 درجات مئوية (5.4 درجة فهرنهايت) إلى 5 درجات مئوية (9.0 درجة فهرنهايت) فوق درجات حرارة فترة ما قبل الصناعة - قد تكون غير متوافقة مع الحضارة، أو أن حَيَوات عدة مليارات من البشر لن تكون قادرة على الاستمرار في مثل هكذا عالم. دعوا في عام 2022 إلى ما يسمى بجدول أعمال بحث «نهاية لعبة المناخ» حول احتمالية هذه المخاطر، والذي جذب اهتمامًا إعلاميًا كبيرًا وبعض الجدل العلمي.
كُتِبَت بعض المؤلفات الأكثر شهرة حول تغير المناخ والانهيار الحضاري بأقلام غير العلماء. تشمل الأمثلة البارزة «الأرض غير الصالحة للسكن» بقلم ديفيد والاس ويلز و«ماذا لو توقفنا عن التظاهر؟» بقلم جوناثان فرانزن، اللذين تعرضا لانتقادات بسبب عدم الدقة العلمية. عادة ما يمثَّل تغير المناخ في الثقافة الشعبية بأسلوب مبالغ فيه للغاية. قدم استطلاع رأي دليلًا على أن الشباب في جميع أنحاء العالم يعانون من قلق المناخ على نطاق واسع، مع مصطلح علم الانهيار الذي ابتُدِع في عام 2015 لوصف نظرة عالمية متشائمة تتوقع الانهيار الحضاري بسبب قلق المناخ.

## أمثلة تاريخية مطروحة
حدد علماء الآثار علامات موجة جفاف كبرى استمرت لألف عام قبل ما بين 5000 إلى 4000 عام في إفريقيا وآسيا. إن جفاف الصحراء الكبرى الخضراء لم يحولها إلى مكان قاحل فحسب، بل أدى أيضًا إلى تعطيل مواسم الرياح الموسمية في جنوب وجنوب شرق آسيا وتسبب في فيضانات في شرق آسيا، وهو ما منع نجاح المحاصيل وتطور الثقافة المعقدة. وقد تزامنت مع وربما كانت السبب في تراجع وسقوط الإمبراطورية الأكدية في بلاد الرافدين وحضارة وادي السند. يُعرف التحول الدراماتيكي في المناخ بحدث سنة 4200 قبل الحاضر.
استقرت حضارة وادي السند المتقدمة للغاية حوالي عام 3000 قبل الميلاد في ما يعرف الآن بشمال غرب الهند وباكستان، وانهارت حوالي عام 1700 قبل الميلاد. إن أسباب زوال التحضر ما تزال غامضة؛ إذ لم تُحل رموز الكتابة السندية بعد، ولكن هناك بعض الأدلة التي تشير إلى كوارث طبيعية. بدأت علامات الانحسار التدريجي في الظهور في عام 1900 قبل الميلاد، وبعد قرنين من الزمان، هُجِرَت معظم المدن. تشير الأدلة الأثرية إلى زيادة في العنف بين الأشخاص وإلى زيادة في الأمراض المعدية مثل الجذام والسل. يعتقد المؤرخون وعلماء الآثار أن الجفاف الشديد وطويل الأمد وتراجع التجارة مع مصر وبلاد الرافدين تسبب في الانهيار. واكتُشِفَت ايضا أدلة على الزلازل. عُثِر على تغيرات في مستوى سطح البحر أيضًا في موقعين محتملين للموانئ البحرية على طول ساحل مكران وهما الآن نحو الداخل من الشواطئ. ربما تكون الزلازل قد ساهمت في تراجع العديد من المواقع بواسطة الضرر المباشر الذي يهزها أو التغيرات في مستوى سطح البحر أو في إمدادات المياه.
أشارت الأبحاث الحديثة على نحو أكثر تعميمًا إلى تغير المناخ على انه لاعب رئيس في انحسار وسقوط المجتمعات التاريخية في الصين، والشرق الأوسط، وأوروبا، والأمريكتين. في الواقع، تشير إعادة بناء درجات الحرارة المناخية القديمة إلى أن الفترات التاريخية من الاضطرابات الاجتماعية، والانهيار المجتمعي، والانهيار السكاني المفاجئ والتغير المناخي الكبير غالبًا ما حدثت في وقت واحد. تمكن فريق من الباحثين من البر الرئيس للصين وهونغ كونغ من وضع علاقة سببية بين تغير المناخ والأزمات الإنسانية واسعة النطاق في عصور ما قبل الصناعة. قد تكون الأزمات قصيرة المدى ناجمة عن مشاكل اجتماعية، لكن تغير المناخ كان السبب الأساس للأزمات الكبرى، بدءًا بالكساد الاقتصادي. إضافة الى ذلك، بما أن الزراعة تعتمد كثيرا على المناخ، فإن أي تغير في المناخ الإقليمي عن المستوى الأمثل يمكن أن يؤدي إلى إخفاق المحاصيل.
تزامنت فتوحات المغول مع فترة من التبريد في نصف الكرة الشمالي بين القرنين الثالث عشر والرابع عشر، عندما كانت الحقبة القروسطية الدافئة تفسح المجال أمام العصر الجليدي الصغير، الذي تسبب في ضغوط بيئية. في أوروبا، لم يسهل المناخ المُبَرِّد حدوث الموت الأسود على نحو مباشر، لكنه تسبب في الحروب والهجرة الجماعية والمجاعة، مما ساعد على انتشار الأمراض.

## الإجماع والجدل العلمي
يرجح تقرير التقييم السادس للجنة الدولية للتغيرات المناخية لعام 2022 أن يتراوح عدد السكان البشري بين 8.5 مليار و11 مليار نسمة بحلول عام 2050. وان يبلغ متوسط التقديرات السكانية 11 مليار نسمة بحلول عام 2100، في حين يقترب الحد الأقصى للتقديرات السكانية من 16 مليار نسمة. أدنى التقديرات لعام 2100 هي حوالي 7 مليارات، ويعزى هذا الانخفاض عن المستويات الحالية في المقام الأول إلى «تطور سريع واستثمار في التعليم»، مع ارتباط تلك التقديرات ببعض أعلى مستويات النمو الاقتصادي. في نوفمبر عام 2021، استطلعت مجلة نيتشر أراء مؤلفي الجزء الأول من تقرير تقييم اللجنة الدولية للتغيرات المناخية: من بين 92 مشاركًا، وافق 88% على أن العالم يعاني من «أزمة مناخ»، ولكن عند سؤالهم عما إذا كانوا يعانون من «القلق أو الحزن أو أي ضيق اخر نتيجة لمخاوف بشأن تغير المناخ؟» أجاب 40% فقط بـ «نعم، نادرًا»، بينما أجاب 21% بـ «نعم، تكرارًا»، وأجاب 39% الباقون بـ «لا». وبالمثل، عندما نُشرت ورقة بحثية رفيعة المستوى تحذر من «تحديات تجنب مستقبل مروع» في مجلة فرونتيرز في علم الحفظ (Frontiers in Conservation Science)، لاحظ مؤلفوها أنه «حتى لو حدثت كوارث كبرى خلال هذه الفترة، فمن غير المرجح أن تؤثر على مسار عدد السكان، إلى حد فترة ليست بالقليلة من القرن الثاني والعشرين»، و «لا توجد طريقة - أخلاقيًا أو غير ذلك (ما لم تحدث زيادات شديدة وغير مسبوقة في معدل الوفيات البشرية) - لتجنب ارتفاع أعداد البشر وما يصاحب ذلك من الإفراط في الاستهلاك».
كانت أقلية فقط من العلماء الناشرين أكثر انفتاحًا على خطاب نهاية العالم. صرح هانز يواكيم شيلنهوبر، وهو المدير الفخري لمعهد بوتسدام لأبحاث تأثير المناخ، صرح في عام 2009 بأنه إذا وصل الاحترار العالمي إلى 4 درجات مئوية (7.2 درجة فهرنهايت) فوق المستويات الحالية، فمن المرجح أن ينخفض عدد السكان إلى مليار نسمة. في عام 2015، اشتكى من إساءة تفسير هذه الملاحظة في كثير من الأحيان على أنها دعوة للسيطرة النشطة على عدد السكان بدلًا من كونها تكهنًا. ادعى في مقابلة أجريت معه في يناير عام 2019 مع مجلة الإيكولوجست (The Ecologist)، ادعى بأنه إذا وجدنا أسبابًا للتخلي عن العمل، فإن هناك خطرًا كبيرًا جدًا من أن تتحول الأمور إلى كارثة واضحة، مع انتهاء الحضارة وتدمير كل ما بُني تقريبًا على مدار الألفي عام الماضية.
أجرت صحيفة الغارديان في مايو عام 2019 مقابلات مع العديد من علماء المناخ حول سيناريو عالم شهد ارتفاعًا في درجات الحرارة بمقدار 4 درجات مئوية (7.2 درجة فهرنهايت) مقارنة بفترة ما قبل الصناعة بحلول عام 2100: كان أحدهم يوهان روكستروم، الذي ورد أنه قال «من الصعب أن ندرك كيف يمكننا استيعاب مليار شخص أو حتى نصف ذلك العدد» في مثل هذا السيناريو. في الوقت نفسه تقريبًا، قدم روجر هالام، الناشط في حركة تمرد ضد الانقراض، ادعاءات مماثلة، والذي قال في مقابلة أجريت معه عام 2019 إن تغير المناخ قد «يقتل 6 مليارات شخص بحلول عام 2100» - وهي ملاحظة سرعان ما شكك فيها أندرو نيل، مقدم البرامج في بي بي سي نيوز. وانتُقِدت على أنها بلا أساس علمي بواسطة ردود فعل المناخ (Climate Feedback). صُحِح مقال صحيفة الغارديان في نوفمبر عام 2019، مع الاعتراف بخطأ الاقتباس من روكستروم وأن تصريحاته الحقيقية كانت «من الصعب أن ندرك كيف يمكننا استيعاب ثماني مليارات شخص أو ربما حتى نصف ذلك».
نشرت الأمم المتحدة في عام 2022 تقريرًا بعنوان «تقرير التقييم العالمي للحد من مخاطر الكوارث» (GAR2022)، جاء فيه أن الانهيار المجتمعي بسبب عبور الحدود الكوكبية أمر ممكن جدًا. ويدعو تقرير الأمم المتحدة إلى سياسات وقائية بما في ذلك دمج الحدود الكوكبية في أهداف التنمية المستدامة (SDG targets). قال أحد المؤلفين، شريطة عدم الكشف عن هويته، إن التقرير خضع لرقابة شديدة قبل نشره، لذا فإن «تقرير GAR2022 هو هيكل عظمي نزع مضمونه الموجود في المسودات السابقة».